# Calceolaria verbascifolia
Calceolaria verbascifolia är en toffelblomsväxtart som beskrevs av Carlo Luigi Giuseppe Bertero och Rodolfo Amando Philippi. Calceolaria verbascifolia ingår i släktet toffelblommor, och familjen toffelblomsväxter. Inga underarter finns listade i Catalogue of Life.